# Surto
Surto é um termo usado na epidemiologia para identificar quantidades acima do normal de doenças contagiosas ou de ordem sanitária.